# Eufonologia
Eufonologia – nauka o brzmieniowym ukształtowaniu tekstu literackiego, nazywana również fonetyką poetycką, fonostylistyką lub fonoestetyką. Niekiedy używa się też nazwy eufonia, które jest dwuznaczne, ponieważ oznacza również przedmiot badania tej nauki. W kręgu zainteresowania eufonologii znajdują się różne odmiany instrumentacji głoskowej i wpływ stosowania fonetycznych środków stylistycznych na znaczenie utworu. 
Najważniejszymi polskimi eufonologami byli lub są Kazimierz Wóycicki, Stefania Knisplówna, Lucylla Pszczołowska, Sławomir Studniarz i Katarzyna Lesiak.
W Europie eufonologią zajmowali się między innymi Osip Brik, Eugeniusz Poliwanow, Lew Jakubinski, Borys Tomaszewski, Jan Mukařovský, Roman Jakobson, Iván Fónagy, Jurij Łotman i Miroslav Červenka.